# Железният гигант
„Железният гигант“ (на английски: The Iron Giant) е американски анимационен филм на Уорнър Брос. Премиерата му в САЩ е на 6 август 1999 г. Базиран е на романа „Железният гигант“ от Тед Хюс.

## Награди и номинации
Той е номиниран за наградите Хюго и Небюла. Също така получава 9 награди Ани и е номиниран в други 6 категории.

## Дублажи

### Озвучаващи артисти
| Роля                | Английски език           | Български език             |
| ------------------- | ------------------------ | -------------------------- |
| Хогард Хюс          | Илай Маринтъл            | Елена Русалиева            |
| Железният гигант    | Вин Дизел                | Пламен Захов               |
| Кент Менсли         | Кристофър Макдоналд      | Пламен Захов               |
| Дийн Маккопин       | Хари Коник младши        | Стефан Димитриев           |
| Ани Хюс             | Дженифър Анистън         | Татяна Петрова             |
| Генерал Рогард      | Джон Махоуни             | Росен Плосков              |
| Ърл Стътц           | М. Емет Уолш             | Пламен Захов               |
| Марв Лоуч           | Джеймс Гамън             | Росен Плосков              |
| Г-жа Лайнли Тенседж | Клорис Личман            | Татяна Петрова             |
| Влакови инженери    | Оли Джонстън Франк Томас | Росен Плосков Пламен Захов |

### Екип
| Обработка                       | Александра Аудио            |
| ------------------------------- | --------------------------- |
| Режисьор на дублажа             | Даниела Горанова            |
| Превод                          | Христо Христов              |
| Тонрежисьори                    | Петър Костов Виктор Стоянов |
| Ръководител                     | Васил Новаков               |
| Продуцент на българската версия | Александра Груп холдинг     |

### Войсоувър дублажи
На 15 март 2009 г. Нова телевизия излъчи филма с български войсоувър дублаж на Арс Диджитал Студио, чийто име не се споменава. В него участва Силвия Лулчева, дублираща Ани Хюс, озвучена в оригинал на Дженифър Анистън.
През 2015 г. се излъчва по HBO с втори войсоувър дублаж. Екипът се състои от:
| Обработка           | Доли Медия Студио                                                       |
| ------------------- | ----------------------------------------------------------------------- |
| Озвучаващи артисти  | Мина Костова Светлана Смолева Христо Бонин Явор Караиванов Сава Пиперов |
| Преводач            | ?                                                                       |
| Тонрежисьор         | Евгени Манев                                                            |
| Режисьор на дублажа | Даниела Горанова                                                        |